# Thoiria
Thoiria ist eine französische Gemeinde im Département Jura in der Region Bourgogne-Franche-Comté.

## Geographie
Thoiria liegt auf 570 m, etwa 21 Kilometer südöstlich der Stadt Lons-le-Saunier (Luftlinie). Das Haufendorf erstreckt sich im Jura, auf einem Hochplateau zwischen dem Taleinschnitt des Lac de Vouglans im Westen und den bewaldeten Ketten des Hochjuras im Osten.
Die Fläche des 12,24 km² großen Gemeindegebiets umfasst einen Abschnitt des französischen Juras. Der westliche Gemeindeteil wird vom Plateau von Thoiria eingenommen, das im Mittel auf 580 m liegt und sich in der breiten Senke des Ain befindet. Nach Osten erstreckt sich das Gemeindeareal über einen langsam ansteigenden Hang in das ausgedehnte Waldgebiet der Forêt de la Joux. Auf einer Krete im Quellgebiet der Cimante wird mit 878 m die höchste Erhebung von Thoiria erreicht. Die südliche Abgrenzung verläuft entlang der Cimante, eines linken Zuflusses des Ain. Zusammen mit ihren Seitenbächen hat die Cimante im Lauf der Zeit mehr als 100 m tiefe Erosionstäler in das Plateau eingegraben.
Nachbargemeinden von Thoiria sind Soucia im Norden, Châtel-de-Joux im Osten, Meussia im Süden sowie Coyron und Barésia-sur-l’Ain im Westen.

## Geschichte
Das Gemeindegebiet von Thoiria war bereits in gallorömischer Zeit besiedelt. Es wurden Überreste einer Römerstraße entdeckt. Erstmals urkundlich erwähnt wird Thoiria im Jahr 1131 unter dem Namen Toria. Im Lauf der Zeit wandelte sich die Schreibweise über Thoyria zum heutigen Thoiria. Im Mittelalter bildete Thoiria eine eigene kleine Herrschaft, die von der Baronie Clairvaux abhängig war. Zusammen mit der Franche-Comté gelangte das Dorf mit dem Frieden von Nimwegen 1678 an Frankreich.

## Sehenswürdigkeiten
Die Kapelle Saint-Roch wurde 1635 von den Bewohnern des Ortes gestiftet, um von der Pest verschont zu werden. Sie war bereits halb zerfallen, als sie 1824 umfassend restauriert und vergrößert wurde.

## Bevölkerung
| Jahr                       | 1962 | 1968 | 1975 | 1982 | 1990 | 1999 | 2008 | 2018 |
| Einwohner                  | 170  | 158  | 156  | 130  | 148  | 150  | 160  | 185  |
| Quellen: Cassini und INSEE |      |      |      |      |      |      |      |      |

Mit 183 Einwohnern (Stand 1. Januar 2022) gehört Thoiria zu den kleinen Gemeinden des Départements Jura. Nachdem die Einwohnerzahl in der ersten Hälfte des 20. Jahrhunderts deutlich abgenommen hatte (1896 wurden noch 282 Personen gezählt), wurde seit dem Beginn der 1980er Jahre wieder eine leichte Bevölkerungszunahme verzeichnet.

## Wirtschaft und Infrastruktur
Thoiria war bis weit ins 20. Jahrhundert hinein ein vorwiegend durch die Landwirtschaft und die Forstwirtschaft geprägtes Dorf. Daneben gibt es heute einige Betriebe des lokalen Kleingewerbes. Mittlerweile hat sich das Dorf auch zu einer Wohngemeinde gewandelt. Viele Erwerbstätige sind Wegpendler, die in den größeren Ortschaften der Umgebung ihrer Arbeit nachgehen.
Die Ortschaft liegt abseits der größeren Durchgangsstraßen, ist aber von der Departementsstraße D27 (Meussia – Clairvaux-les-Lacs) leicht erreichbar. Eine weitere Straßenverbindung besteht mit Barésia-sur-l’Ain.